# 김인건
김인건(1944년 3월 11일 ~ )은 대한민국에 전 농구 선수, 전 농구 감독이다.

## 학력
- 1955~1958 경복고등학교
- 1958~1961 경복고등학교
- 1962~1966 연세대학교

## 경력
- 실업 한국은행 농구단 선수
- 실업 한국은행 농구단 코치
- 1977~1982 실업 삼성 농구단 코치
- 1982~1996 실업 삼성 농구단 감독
- 1996~1997 청주 진로 맥카스 단장
- 1997~1998 청주 SK 나이츠 부단장
- 1999~2002 안양 SBS 스타즈 감독
- 2002~2005 태릉선수촌 촌장
- 2005~2008 대한농구협회 부회장
- 2008~2009 태릉선수촌 촌장
- 2009~2010 태릉선수촌 촌장

| 전임 박한 방열 | 제15,17대 대한민국 농구 국가대표팀 감독 1986년 ~1987년 1990년 ~ 1993년 | 후임 방열 이인표 |